# Японская завирушка
Японская завирушка (лат. Prunella rubida) — мелкая певчая птица семейства завирушковых.

## Описание
Очень похожа на лесную завирушку, однако оперение немного темнее с более рыжим оттенком, низ тела коричневато-серого цвета.

## Распространение
Распространена в Японии и в Сахалинской области России. На Сахалине встречается примерно до 51° с.ш., а на Курилах на север до острова Кетой.

## Миграции
Сахалин (окрестности Южно-Сахалинска): весной в гнездовых биотопах на горе Чехова (Сусунайский хребет) птицы встречались в середине мая, осенью же, спустившиеся к подножию гор, во второй декаде октября. Кунашир: весной пролетные птицы появлялись с третьей декады апреля, а на осеннем пролете отмечались с середины октября до середины ноября. Залеты зарегистрированы в Южном Приморье. Зимует в Японии.

## Местообитания
Завирушки заселяют высокогорные (подгольцовые) стелющиеся заросли кедрового и ольхового стлаников в сочетании с зарослями вересковых кустарников и выходами скалистых обнажений. На Сахалине места обитания находятся на высоте от 1000 до 1600 м над уровнем моря, на Кунашире — на склоне вулкана Тятя — на высоте 900 — 1000 м.

## Гнездование
Гнезда. На Сахалине располагались в развилках ветвей кедрового стланика на высоте 0,5—1,5 м. В наружном слое используются прутики каменной березы, черники и рододендрона, а также сухие листья и стебли мятлика. Основу гнезда составляют листостебельные мхи (до 80% от всего материала), также используются кусочки бересты и перепрелые листья березы. Внутренний слой из сухой хвои кедрового стланика и листьев березы. Лоток (дно и борта) выстилаются черными корешками.
Кладка. В июне. Состоит из 3-4 голубого цвета яиц. Размеры: 20,0—20,5 х 15,3—16,0 мм.